# Herikhuizerveld

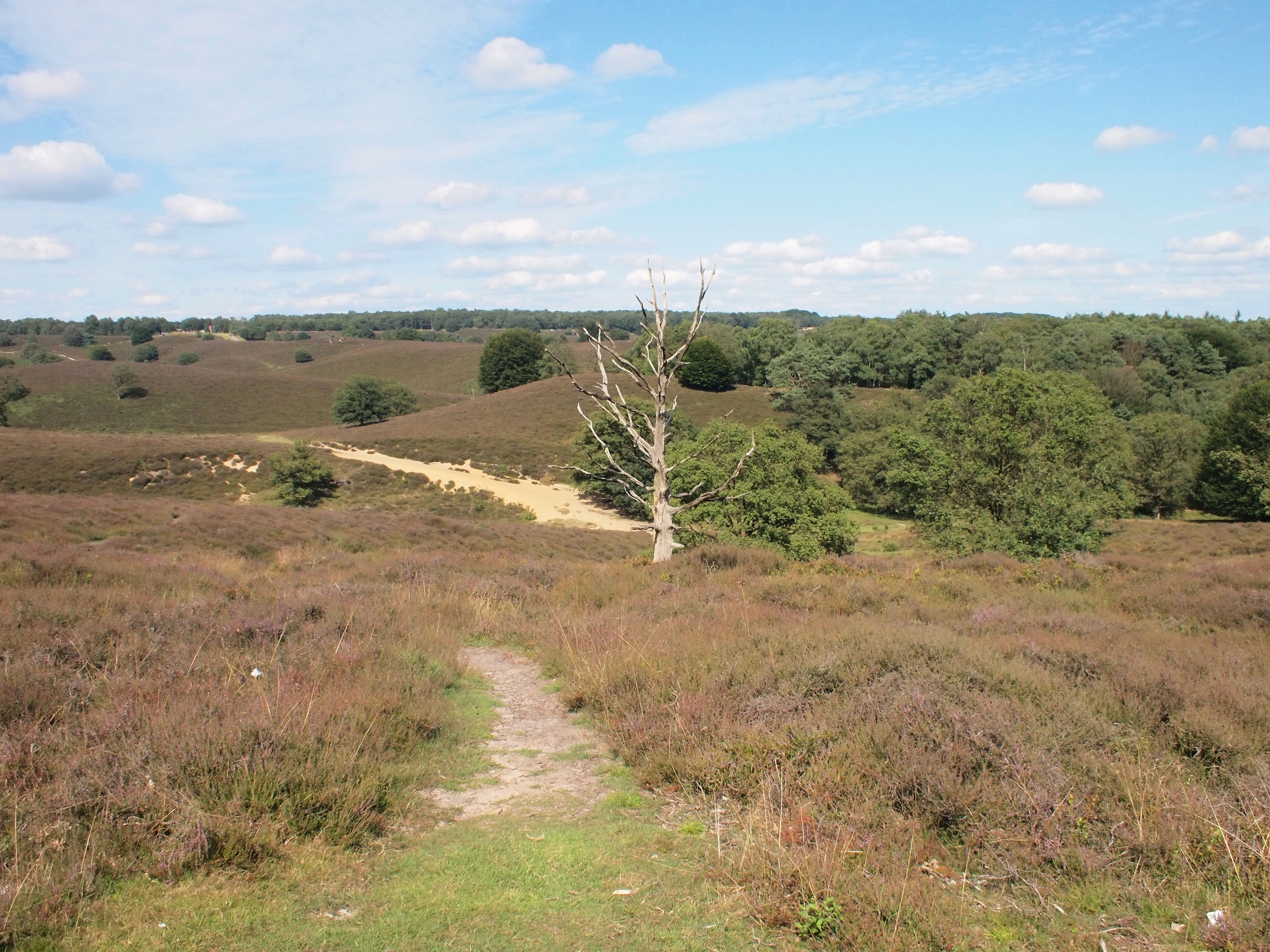
Uitzicht over het Herikhuizerveld vanaf de zuidzijde

Het Herikhuizerveld is een heuvelachtig heidegebied dat deel uitmaakt van het Nationaal Park Veluwezoom in de gemeente Rheden in de Nederlandse provincie Gelderland. Het is eigendom van Natuurmonumenten.
Het gebied is genoemd naar de nabijgelegen voormalige boerderij Herikhuizen. Het wordt ook wel de Posbank genoemd, naar het monument dat op een heuvel aan de noordoostzijde er van staat.
Het Herikhuizerveld wordt begraasd door IJslandse pony's en Veluwse heideschapen. De schaapskooi van de laatste bevindt zich het naastgelegen landgoed Heuven. Ook zwijnen en herten komen voor in het gebied. Het graasbeheer helpt mee er voor te zorgen dat het heideheuvels niet dichtgroeien met gras en geboomte. Een struik die hier op sommige plaatsen veel voorkomt is de Gaspeldoorn, een stekelige plant. De in de wintermaanden al bloeiende groenblijvende vlinderbloemige is in Nederland vrij zeldzaam.
Vanaf de toppen van enkele heuvels in het Herikhuizerveld kan over het dal van de IJssel worden uitgekeken tot ver in Duitsland. In het gebied bevinden zich diverse droogdalen met een steile wand aan de ene zijde en een meer glooiende wand aan de overzijde. Een van die droogdalen is de Hangmat in het zuidoostelijk deel van het Herikhuizerveld.

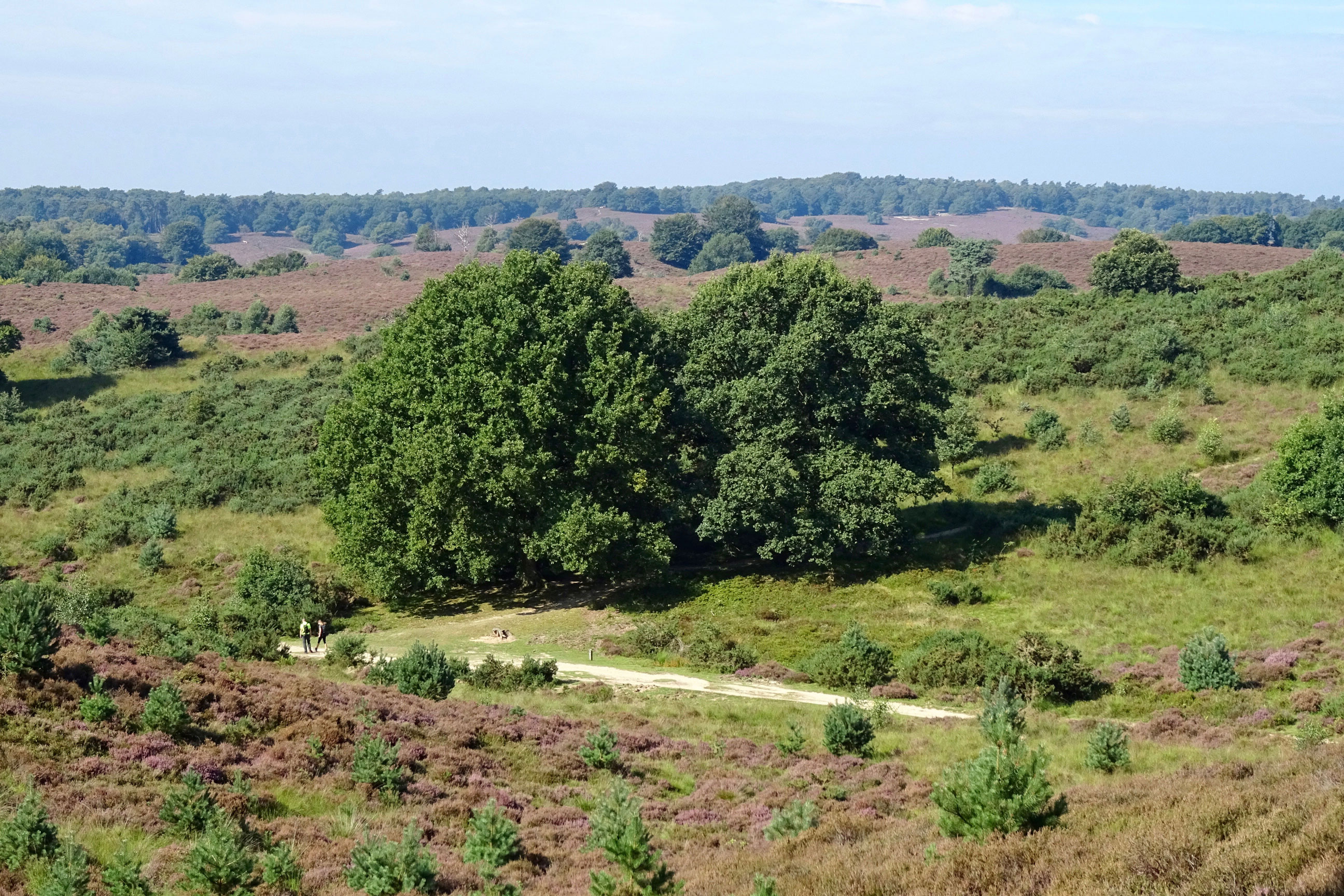
De Hangmat in het Herikhuizerveld